# Les Âges du cœur
Pour plus de détails, voir Fiche technique et Distribution.
Les Âges du cœur (Circle of Two) est un film canadien réalisé par Jules Dassin, sorti en 1981.

## Synopsis
Un artiste de 60 ans ayant perdu l'inspiration à la suite de la mort de sa muse, tombe amoureux d'une fille de 16 ans.

## Fiche technique
- Titre : Les Âges du cœur
- Titre original : Circle of Two
- Réalisation : Jules Dassin
- Scénario : Thomas Hedley Jr. d'après le roman A Lesson in Love de Marie-Terese Baird
- Musique : Bernard Hoffer
- Photographie : Laszlo George
- Montage : David Nicholson
- Production : Henk Van der Kolk
- Société de production : Film Consortium of Canada et Milton Zyrman Production
- Pays :  Canada
- Genre : Drame
- Durée : 106 minutes
- Dates de sortie : 
  -  Royaume-Uni : 7 mai 1981
  -  France : 19 décembre 1984

## Distribution
- Tatum O'Neal : Sarah Norton
- Richard Burton : Ashley St. Clair
- Norma Dell'Agnese : Ruspoli
- Donann Cavin : Smitty
- Robin Gammell : M. Norton
- Patricia Collins : Mme. Norton
- Michael Wincott : Paul
- Nuala Fitzgerald : Claudia Aldrich
- Leo Leyden : Harold Bodel
- Kate Reid : le docteur  Emily Reed
- Pam Hyatt : Mme. Smyth
- Doug Smith : M. Smyth
- Grace Stevens : Mme. Ruspoli
- Jimmy Leone : M. Ruspoli

## Accueil
Le film a reçu de mauvaises critiques à sa sortie. Terry Kelleher pour le Miami Herald a notamment critiqué la photographie du film et la performance de Richard Burton.